# 二泉映月

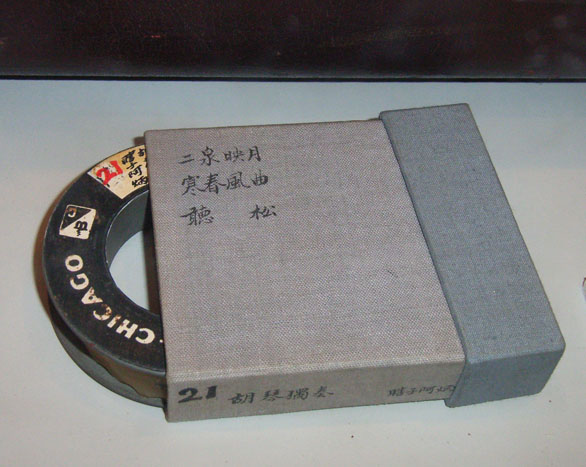
阿炳の唯一の録音リール

『二泉映月』（中国語: ア チェン イン ユエ）は、中国の伝統楽器二胡の曲。
「二泉映月」の「二泉」は無錫市内の恵山（zh:惠山）の麓にある天下第二泉（zh:天下第二泉）（陸羽がその著書『茶経』の中で定めた喫茶に適した水の第二位の泉）を指し、その水面に映る月がタイトルの示す意味である。中国の著名な民間音楽家である無錫出身の阿炳（本名：華彦鈞）の代表曲として有名である。
阿炳は1893年に江蘇省無錫市に生まれ、幼少の頃から道士の父について音楽を学んだ。20歳の頃に眼病を患い、35歳の頃には両目とも完全に失明。30歳頃から街頭で歌を唄い、楽器を奏でて生計を立てた。
演奏家としての阿炳は『梅花三弄』をはじめとする300曲程のレパートリーを持っていたとされているが、最晩年である1950年9月2日に録音した二胡による『二泉映月』『聴松』（zh:聽松）『寒春風曲』と、琵琶による『大浪淘沙』『昭君出塞』（zh:昭君出塞）『龍船』（zh:龍船）の録音テープが残っている。